# Le avventure di Telemaco
Le Avventure di Telemaco (Les Aventures de Télémaque) è il titolo di un romanzo scritto da Fénelon, composto probabilmente negli anni 1694 e seguenti e pubblicato per la prima volta all'insaputa di Fénelon nel 1699.

## Riassunto
L'opera è divisa in 18 libri. 

### Primo libro

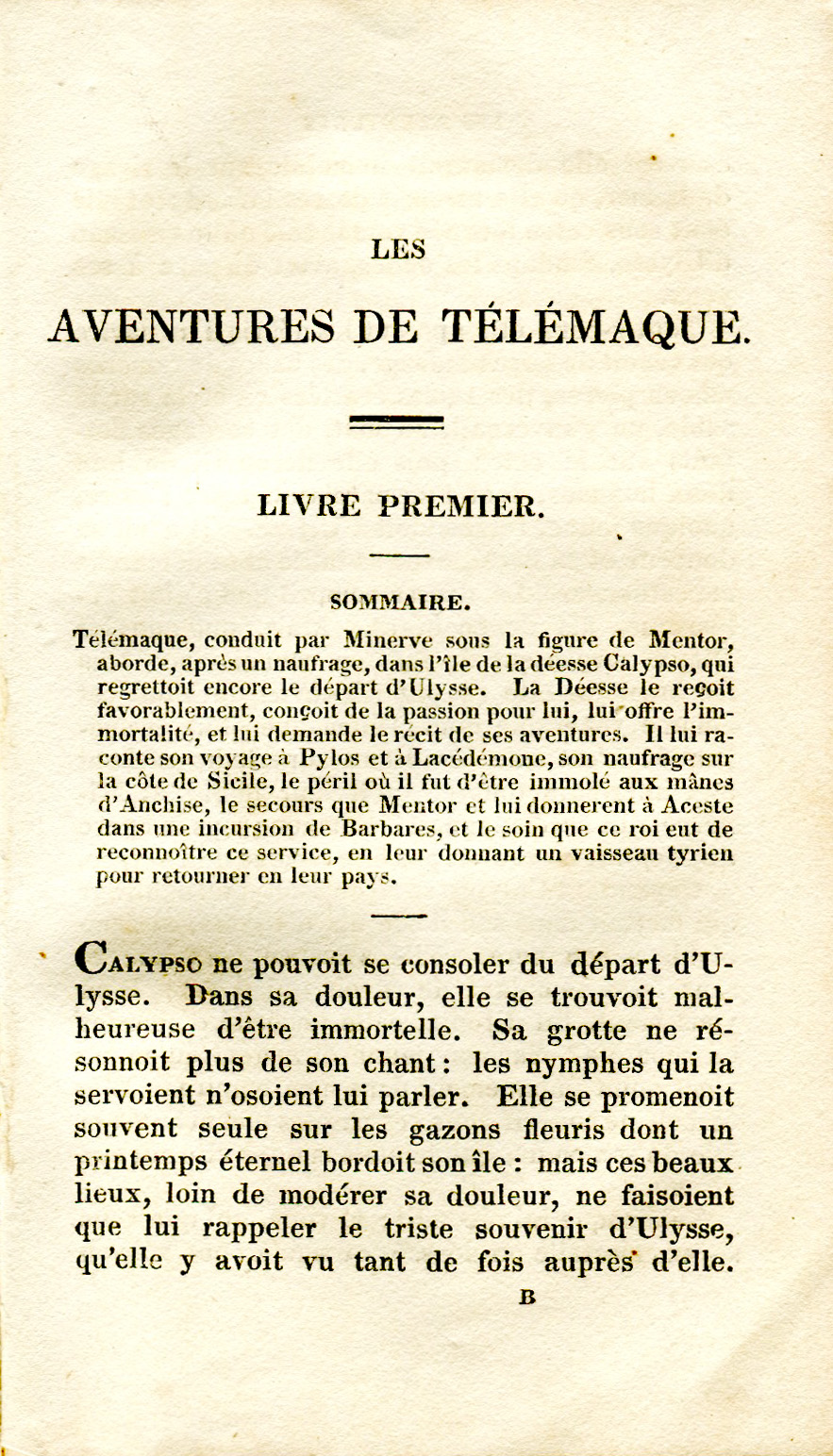
La prima pagina del primo libro.

Telemaco, guidato da Minerva che prende la figura di Mentore, è colpito da una tempesta e si ritrova sull'isola di Calipso. Questa dea, inconsolabile dopo la partenza di Ulisse, dà al figlio dell'eroe l'accoglienza più piacevole e, concependo immediatamente una violenta passione per lui, gli offre l'immortalità così da poter restare per sempre con lei.
Pressato da Calipso nel raccontare la storia delle sue avventure, Telemaco inizia la sua narrazione includendo eventi come: 
- Il suo viaggio a Pilo e Sparta.
- Il naufragio sulla costa siciliana.
- Il pericolo vissuto quando ha rischiato di essere sacrificato d'Anchise.
- L'aiuto prestato insieme a Mentore ad Aceste contro un'incursione di barbari e il successivo riconoscimento offerto dal principe verso di loro con la preparazione di una nave fenicia, capace di farli ritornare nel loro paese.

### Secondo libro
Telemaco prosegue il racconto delle sue avventure.
La nave fenicia Tyrian viene catturata dalla flotta del re d'Egitto Sesostri, Telemaco e Mentore sono fatti prigionieri e vengono condotti in Egitto. Lì, sono messi davanti a Sesostri che affida l'esame del loro caso a uno dei suoi ufficiali chiamato Métophis. Per ordine di questo ufficiale, Mentore viene venduto agli etiopi che lo portano nella loro patria, mentre Telemaco è costretto a guidare un branco nel deserto dell'Oasi. Proprio in questa oasi, Termosiris il sacerdote di Apollo, giunge in aiuto di Telemaco. 
Quando Sesostri viene informato delle vicende di Telemaco nei deserti dell'Oasi, decide di riconoscergli l'innocenza e promette di rimandarlo a Itaca. Ma la morte dello stesso principe pone Telemaco di fronte ad un nuovo imprevisto: viene infatti imprigionato in una torre sul bordo del mare. Dalla prigione scorge Boccori, il nuovo re d'Egitto, perire in lotta contro i suoi sudditi ribelli. 
Telemaco viene così salvato dai Fenici. 

### Terzo libro
Telemaco continua la sua storia. 
Il successore di Bocchoris che fece prigionieri tutti i fenici, porta Telemaco con sé sulla nave di Narbal che, era a capo della flotta di Tyrian. 
Durante il viaggio, Narbal abolisce il potere dei Fenici e libera tutti gli uomini dalla triste schiavitù a cui erano ridotti, sotto il comando del crudele e spietato Pigmalione.
Telemaco, detenuto per qualche tempo a Tiro, ha modo di osservare attentamente l'opulenza e la prosperità di questa grande città. Tuttavia, mentre egli è in procinto d'imbarcarsi per l'isola di Cipro, Pigmalione vuole che venga reso prigioniero: ma Astarbé, padrona del tiranno, lo salva, per uccidere al suo posto un giovane il cui disprezzo l'aveva irritata.
Alla fine del terzo libro, Telemaco s'imbarca su una nave cipriota per tornare finalmente a Itaca dall'isola di Cipro.

### Quarto libro e seguenti
Telemaco racconta le sue imprese eroiche a Calipso. Ma questo non piace a Mentore che il giorno dopo gli chiede di parlare in modo più sobrio della sua avventura a Calipso, perché quest'ultima è manipolatrice. Telemaco annuncia quindi alla ninfa di essere arrivato sano e salvo a Citene, nonostante la tempesta, trovando il suo fedele tutore sano e salvo.

## Il romanzo

### Al crocevia del romanzo di apprendimento e del manifesto politico anti-assolutista
Le avventure di Telemaco venne scritto e pubblicato principalmente per la corte reale, in particolare per il duca di Borgogna che era il figlio del delfino di cui Fénelon era appunto tutore.
Questo romanzo, espressione di morale e politica, caratterizzato dalla presenza di molteplici elementi epici, provocò inizialmente un forte senso di vergogna a corte nei confronti di Fénelon, solo per poi essere riconosciuto come il romanzo che decretò la sua fama. 
Il successo dell'opera è giustificato per una buona ragione: Fénelon racconta le avventure di Telemaco accompagnato da Mentore (guidato a sua volta da Minerva), con il pretesto di trasmettere un insegnamento morale e politico che all'epoca durante il regno di Luigi XIV, fu visto come una satira.
Vi è quindi una critica implicita all'assolutismo di Luigi XIV e una chiara presa di posizione a favore del diritto naturale, in opposizione della legge divina. Da questo punto di vista, il lavoro di Fénelon ha avuto una profonda influenza nel porre le basi di un particolare pensiero filosofico del XVIII secolo, quello dell'Illuminismo. Pertanto, Montesquieu lo definì come il "libro divino di questo secolo" e ne fu ispirato, adottando lo stesso processo di distacco nella sua opera Lettere persiane.

### Un grande successo editoriale su scala europea
Il romanzo ebbe subito un grande successo: "Le Télémaque a été pendant deux siècles, de 1699 à 1914, un des livres les plus réédités, les plus lus de toute la littérature." 
Le prime copie (a partire dalla pubblicazione del 1699, avvenuta senza il consenso dell'autore mentre era relegato nella diocesi di Cambrai) furono distrutte dalle reti clandestine incaricate di distribuire il lavoro. Tuttavia, Adrian Moetjens pubblicò una versione clandestina lo stesso anno della prima pubblicazione da parte di Pierre Marteau.
Il romanzo è stato pubblicato, nel corso degli anni, in diverse edizioni. Già nel primo anno della sua pubblicazione, possiamo contare cinque diverse edizioni (oltre a una traduzione in spagnolo) solo da Moetjens. Il testo di riferimento, considerato l'originale, è quello del 1717. 
La diffusione del romanzo di Fénelon si estese ben oltre la Francia, in grande parte dell'Europa, con traduzioni in quasi tutte le lingue del continente.
Come sottolinea Nathalie Ferrand, il romanzo è stato: "Tellement traduit en Europe que le décompte exact de ses traductions reste encore à faire".
Le avventure di Telemaco fu addirittura tradotto in versi latini (una prima volta a Berlino nel 1743, una seconda volta a Parigi, da Étienne Viel nel 1808). 
La sua distribuzione arrivò ad essere così estesa in Europa che, venne adoperato come mezzo per l'apprendimento della lingua francese (all'epoca c'erano molte nazioni bilingue, come per esempio il franco-tedesco, franco-italiano, ecc.) e persino di lingue straniere: così, nel territorio tedesco, si pubblicarono molte versioni tradotte in italiano o in inglese del romanzo, con l'obiettivo centrale dell'apprendimento linguistico.
Il romanzo, inoltre, è definito storicamente nel 1726: "il primo libro pubblicato in inglese su suolo tedesco". 

### Posterità
Nel 1717 Marivaux pubblicò una parodia del romanzo di Fénelon intitolata "Le Télémaque travesti."
Balzac fa riferimento al romanzo nella sua opera Le Père Goriot, in cui il soggiorno della pensione di Vauquer viene: "tendu d'un papier verni représentant les principales scènes de ''Télémaque''. 
Le avventure di Telemaco  é un libro che possiede una profonda importanza, sia simbolica che prasseologica, nel cuore della dottrina pedagogica e per questo motivo è riconosciuto come "l'insegnamento universale" di Joseph Jacotot. 
Nel 1922, Louis Aragon pubblica una storia divisa in sette capitoli intitolata anch'essa "Le avventure di Telemaco", la quale riprende la storia del romanzo di Fénelon inserendo riferimenti aggiuntivi al movimento letterario a cui apparteneva l'autore, ossia il surrealismo. Andò così oltre lo status di un semplice pastiche per adottare la forma di omaggio.